# Ellesmerocerida
Gli Ellesmerocerida Flower, 1950 costituiscono un ordine di molluschi cefalopodi estinti, appartenenti alla sottoclasse Nautiloida, conosciuti dal tardo Cambriano al Siluriano. Si tratta tipicamente di forme di piccola taglia (pochi centimetri di lunghezza della conchiglia), con setti molto ravvicinati e sifone relativamente ampio, generalmente in posizione marginale (ventrale).